# Kartaal
Een kartaal of khartal is een muziekinstrument uit de Hindoestaanse muziek.
Het instrument ziet eruit als een grote castagnet met kleine bekkens. Ze bestaan ook zonder houder, waarbij de belletjes aan een touwtje tegen elkaar aan botsen.

## Galerij
| verschillende soorten kartaals |
| verschillende soorten kartaals |